# Abierto de Houston

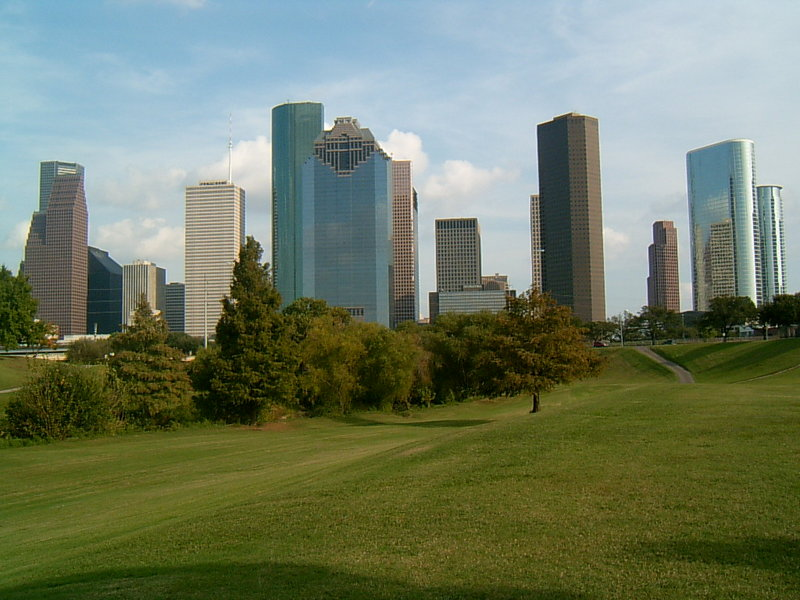
Ciudad de Houston, Estados Unidos.

El Abierto de Houston es un torneo masculino de golf que se celebra en la ciudad de Houston, Texas, Estados Unidos como parte del PGA Tour. Tiene una bolsa de premios de 6,4 millones de dólares, de los que 1,1 millones van para el ganador. Desde 2007 se juega a principios de abril, la semana anterior del Masters de Augusta.
Houston albergó siete torneos del PGA Tour entre 1922 y 1938. A partir de 1946 se ha jugado el Abierto de Houston cada año excepto dos veces. La sede del Abierto de Houston varió a lo largo de los años. Memorial Park recibió el torneo entre 1951 y 1963, Champions Golf Club desde 1966 hasta 1971, The Woodlands entre 1975 y 2003, y Golf Club of Houston a partir de 2003.

## Ganadores
Los máximos ganadores han sido Curtis Strange y Vijay Singh con tres conquistas cada uno. Ente los ganadores múltiples se encuentran Cary Middlecoff, Arnold Palmer y el texano Jack Burke Jr.
| Año  | Golfista           | Marcador      |
| ---- | ------------------ | ------------- |
| 1946 | Byron Nelson       | 274           |
| 1947 | Bobby Locke        | 277           |
| 1948 | No se disputó      | No se disputó |
| 1949 | Johnny Palmer      | 272           |
| 1950 | Cary Middlecoff    | 277           |
| 1951 | Marty Furgol       | 277           |
| 1952 | Jack Burke Jr.     | 277           |
| 1953 | Cary Middlecoff    | 283           |
| 1954 | Dave Douglas       | 277           |
| 1955 | Mike Souchak       | 273           |
| 1956 | Ted Kroll          | 277           |
| 1957 | Arnold Palmer      | 279           |
| 1958 | Ed Oliver          | 281           |
| 1959 | Jack Burke Jr.     | 277           |
| 1960 | Bill Collins       | 280           |
| 1961 | Jay Hebert         | 276           |
| 1962 | Bobby Nichols      | 278           |
| 1963 | Bob Charles        | 268           |
| 1964 | Mike Souchak       | 278           |
| 1965 | Bobby Nichols      | 273           |
| 1966 | Arnold Palmer      | 275           |
| 1967 | Frank Beard        | 274           |
| 1968 | Roberto De Vicenzo | 274           |
| 1969 | No se disputó      | No se disputó |
| 1970 | Gibby Gilbert      | 282           |
| 1971 | Hubert Green       | 280           |
| 1972 | Bruce Devlin       | 278           |
| 1973 | Bruce Crampton     | 277           |
| 1974 | Dave Hill          | 276           |
| 1975 | Bruce Crampton     | 273           |
| 1976 | Lee Elder          | 278           |
| 1977 | Gene Littler       | 276           |
| 1978 | Gary Player        | 270           |
| 1979 | Wayne Levi         | 268           |
| 1980 | Curtis Strange     | 266           |
| 1981 | Ron Streck         | 198           |
| 1982 | Ed Sneed           | 275           |
| 1983 | David Graham       | 275           |
| 1984 | Corey Pavin        | 274           |
| 1985 | Raymond Floyd      | 277           |
| 1986 | Curtis Strange     | 274           |
| 1987 | Jay Haas           | 276           |
| 1988 | Curtis Strange     | 270           |
| 1989 | Mike Sullivan      | 280           |
| 1990 | Tony Sills         | 204           |
| 1991 | Fulton Allem       | 273           |
| 1992 | Fred Funk          | 272           |
| 1993 | Jim McGovern       | 199           |
| 1994 | Mike Heinen        | 272           |
| 1995 | Payne Stewart      | 276           |
| 1996 | Mark Brooks        | 274           |
| 1997 | Phil Blackmar      | 276           |
| 1998 | David Duval        | 276           |
| 1999 | Stuart Appleby     | 279           |
| 2000 | Robert Allenby     | 275           |
| 2001 | Hal Sutton         | 278           |
| 2002 | Vijay Singh        | 266           |
| 2003 | Fred Couples       | 267           |
| 2004 | Vijay Singh        | 277           |
| 2005 | Vijay Singh        | 275           |
| 2006 | Stuart Appleby     | 269           |
| 2007 | Adam Scott         | 271           |
| 2008 | Johnson Wagner     | 272           |
| 2009 | Paul Casey         | 277           |
| 2010 | Anthony Kim        | 276           |
| 2011 | Phil Mickelson     | 268           |
| 2012 | Hunter Mahan       | 272           |
| 2013 | D. A. Points       | 272           |
| 2014 | Matt Jones         | 273           |
| 2015 | J.B. Holmes        | 272           |
| 2016 | Jim Herman         | 273           |
| 2017 | Russell Henley     | 268           |
| 2018 | Ian Poulter        | 269           |
| 2019 | Lanto Griffin      | 274           |
| 2020 | Carlos Ortiz       | 267           |
| 2021 | Jason Kokrak       | 270           |